# Федорів Петро
Петро Федорів, (псевдо «Дальнич», «П'єр») (нар. 20 листопада 1910, с. Криве, Козівський район, Тернопільська область — пом. 11 квітня 1950, м. Варшава, Польща) — український громадський та військовий діяч, референт Служби Безпеки ОУН на Закерзонні.

## До життєпису
Петро Федорів народився 20 листопада 1910 року в селі Криве (тепер Тернопільського району Тернопільської області) в сім'ї Михайла Федоріва і Теодори (до шлюбу Гуня). Батько працював на залізниці бригадиром, мати займалася домашнім господарством. Сім'я мала майже три гектари землі. Крім Петра, ще було четверо дітей, сестра Зося працювала вчителькою. Навчався у сільській початковій школі, яку закінчив у 1921 році.

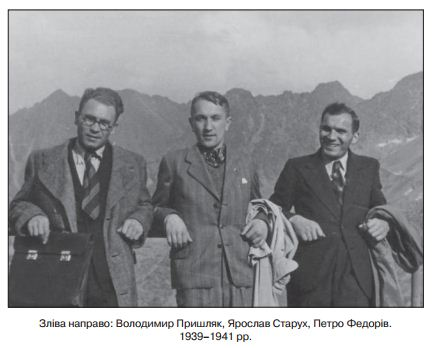
Зліва направо: Володимир Пришляк, Ярослав Старух, Петро Федорів.1939–1941 рр.

Закінчив у 1929 році Бережанську класичну гімназію. 
У 1929 році Петро Федорів вступає на правничий факультет Львівського університету, але у зв'язку із тривалими арештами польською поліцією за приналежність до ОУН не зміг закінчити навчання. 
Був тричі заарештований — у 1930–1931, 1934–1936 та 1938–1939 роках. Перший арешт був пов'язаний з тим, що ОУН з 1930 року розгорнула дуже активну діяльність у справі захисту українського населення від польської так званої «пацифікації», другий арешт — 14 червня 1934 року в зв'язку з убивством міністра внутрішніх справ Польщі Броніслава Пєрацького, третій – у 1938 році, після нападу на поліційну станцію в Гаях, біля Львова.
У повітовій ОУН в 1929 році Петро Федорів стає організатором військової сітки під псевдом «П'єр». 
Після окупації у 1939 році Західної України СРСР переїздить до Кракова, працює згодом в референтурі СБ ОУН.
На початку радянсько-німецької війни Петро Федорів у складі Північної похідної групи ОУН перебував на Київщині. У вересні 1941 року разом із зв’язковим у Василькові його заарештовує німецька поліція і відправляє до Львова. Петрові Федоріву вдалося обдурити варту і втекти.
З травня 1945 референт Служби Безпеки ОУН на Закерзонні. 
16 вересня 1947 року біля села Річиця Томашівського повіту Люблінського воєводства відділ Війська Польського та сил безпеки оточив бункер, в якому переховувався Петро Федорів зі зв'язковою Оленою Лебедович-«Заграва» та охороною із чотирьох осіб. Поляки закидали криївку снодійними газами. Федорів і Лебедович устигли знищити документи та мапи. Охоронець «Кармелюк» спробував вирватися назовні, але був застрелений. «Смолій» та «Щигель» наклали на себе руки. Останній з охорони — «Крет», а також «Дальнич» і «Заграва» знепритомніли. Всю трійку було взято у полон.
Сидів у варшавській Мокотовській в'язниці, тортурований протягом трьох років. Дальнич не пішов на співпрацю зі слідством.  
20 січня 1950 засуджений до страти у Варшаві. Петро Федорів відмовився просити помилування. Страчений 11 квітня 1950 року. Похований Петро Федорів-«Дальнич» на Служевському цвинтарі в безіменних могилах разом з останками «Ореста» та 12 стрільців УПА.
Кримінальна справа Петра Федоріва за № 109 зберігається в Центральному військовому архіві Польщі у Варшаві.

## Особисте життя
Петро Федорів-«Дальнич» був одружений з Теофілією Іриною Федорів-Мороз-Бзовою, «Мартою». Восени 1947 року польська поліція арештувала в Ольштинському воєводстві, у Оструді, Теофілу-Ірину Федорів-Бзову. Після звірських знущань під час слідства 14 листопада 1949 року військовий трибунал засудив її на 10 років тюрми. Після звільнення з жіночої тюрми у Фурдоні вона виїхала до Канади на запрошення рідного брата чоловіка Ярослава.

## Вшанування пам'яті
Петру Федоріву («Дальничу») в рідному селі Криве на Тернопіллі споруджено пам'ятник.  Мідне погруддя 1995 року створив ужгородський скульптор Роман Дяківський. 
У бібліотеці села Кривого зберігаються сімейні реліквії — фотографії, вишивки, сорочка самого Дальнича. На жаль, від батьківської хати залишилися самі руїни.

## Виноски
1. 1 2  За тебе свята Україно. Бережанський повіт у визвольній боротьбі ОУН, УПА. Книга 6
2. ↑  Олег Федорів. Розвідник «Дальнич»[недоступне посилання з листопадаа 2019]
3. ↑  Протокол допиту Петра Федоріва(пол.)
4. ↑  Життя, покладене на вівтар свободи нації